# Aiouea laevis
Aiouea laevis är en lagerväxtart som först beskrevs av Carl Friedrich Philipp von Martius, och fick sitt nu gällande namn av André Joseph Guillaume Henri Kostermans. Aiouea laevis ingår i släktet Aiouea och familjen lagerväxter. Inga underarter finns listade i Catalogue of Life.